# National Geographic

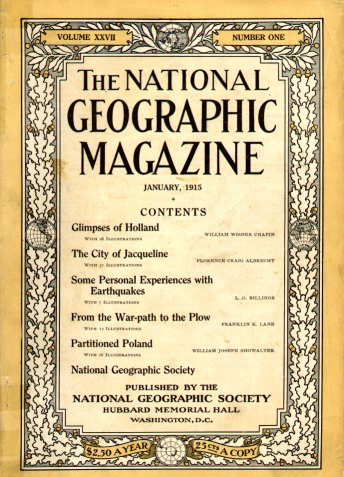
Titelseite Januar 1915

National Geographic, zuvor The National Geographic Magazine, kurz NAT GEO, war ursprünglich das monatliche Magazin der National Geographic Society. Die erste Ausgabe erschien am 22. September 1888. Thematisch befasst National Geographic sich mit Geschichte, Kultur und Wissenschaft sowie Tieren und Umwelt.
Die Herausgeber  und Anteilseigner variierten im Laufe der Zeit. 2019 kaufte die Walt Disney Company große Anteile von 21st Century Fox und ist seitdem auch größter Anteilseigner von National Geographic.
Gruner + Jahr war bis 2020 für die deutschsprachige Ausgabe verantwortlich, die seitdem von GeraNova Bruckmann herausgegeben wird.
Chefredakteurin der internationalen Ausgabe war von 2008 bis 2022 Susan Goldberg, die auch als Autorin tätig ist. Seitdem ist Nathan Lump Chefredakteur. Die monatliche Auflage der englischsprachigen Ausgabe liegt bei etwa 2 Millionen.
Ende 2023 wurden die letzten fest angestellten Autoren entlassen. Das Magazin sollte zukünftig nur noch mit Freelance-Journalisten arbeiten und nicht mehr in Zeitungskiosks verkauft werden.

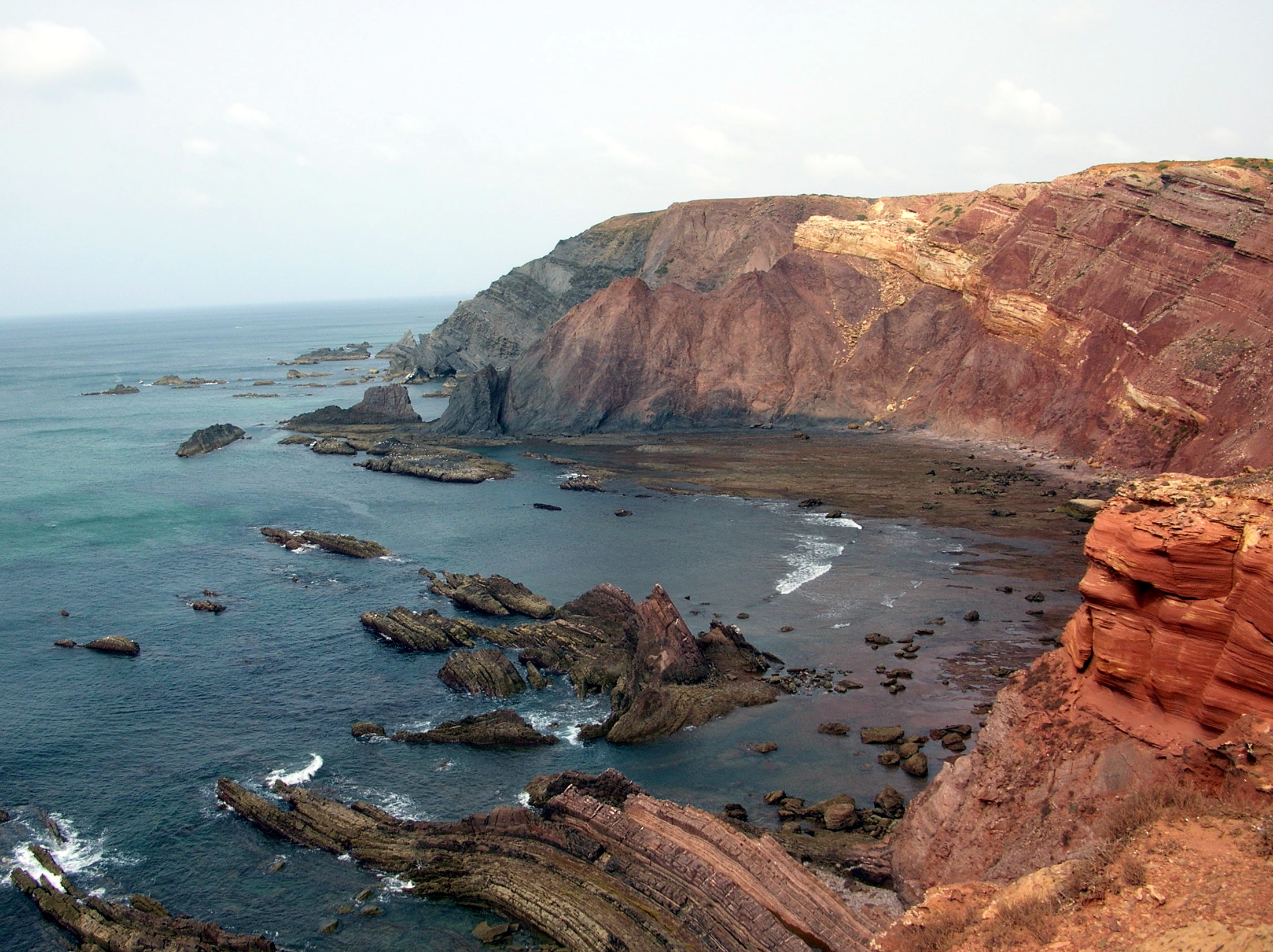
Ähnlich spektakuläre Landschaftsaufnahmen wie bei National Geographic finden sich in der World Database on Protected Areas

## Chefredakteure
- Gilbert Hovey Grosvenor (1875–1966): (Chefredakteur: Februar 1903 – Januar 1920; Managing Editor: September 1900 – Februar 1903; Assistant Editor: Mai 1899 – September 1900)
- John Oliver La Gorce (1879–1959): (Mai 1954 – Januar 1957)
- Melville Bell Grosvenor (1901–1982): (Januar 1957 – August 1967)
- Frederick Vosburgh (1905–2005): (August 1967 – Oktober 1970)
- Gilbert Melville Grosvenor (* 1931): (Oktober 1970 – Juli 1980)
- Wilbur E. Garrett: (Juli 1980 – April 1990)
- William Graves: (April 1990 – Dezember 1994)
- William L. Allen: (Januar 1995 – Januar 2005)
- Chris Johns: (Januar 2005 – April 2014)
- Susan Goldberg: (April 2014 – April 2022)
- Nathan Lump: (seit Mai 2022 –)

## Deutschsprachige Ausgaben
Zu den verschiedenen Länderausgaben zählt seit 1999 auch die deutschsprachige National Geographic. Die Zeitschrift mit einer monatlichen Auflage von etwa 85.000 Exemplaren (Stand 2021) wurde früher von Gruner + Jahr herausgegeben.  Gruner + Jahr erwarb hierfür eine Lizenz von der National Geographic Society und gab die Zeitschrift über G+J NG Media heraus, an der ab 2016 Gruner + Jahr und das Verlagshaus GeraNova Bruckmann mit jeweils 50 Prozent beteiligt waren. Zum 1. Januar 2020 übernahm das Verlagshaus GeraNova Bruckmann die Lizenz von Gruner + Jahr. Im Zuge dessen wurde der Redaktionssitz von Hamburg nach München verlegt.
Seit 2003 gibt National Geographic zusätzlich ein deutschsprachiges Wissensmagazin für sechs bis zwölfjährige Kinder unter dem Titel National Geographic Kids heraus. Das Magazin erschien zunächst bei Gruner + Jahr, ab 2014 bei Panini und seit 2019 bei Blue Ocean Entertainment. 
Ähnlich wie beim Mitbewerber Geo (siehe hierzu: Geolino) liegt der Fokus  auf der kindgerechten Präsentation wissenschaftlicher Themen mit einem thematischen Schwerpunkten bei Geographie und Tierwelt.

## Besonderheiten
Die Zeitschrift ist insbesondere für ihre Fotografien und Reportagen bekannt. Sowohl die internationale als auch die deutschsprachige Ausgabe stellen jeweils ein Foto des Tages online.
Die National Geographic Society unterstützt weltweit etwa 200 Wissenschaftler, um zusätzliche Erkenntnisse über die Erde und das Leben in unterschiedlichen Lebensräumen zu gewinnen.